# 王守正
王守正（1550年—1615年），號始軒，山東沂州蘭陵縣蘭陵鎮南横山村人。明朝政治人物，萬曆己丑進士。

## 生平
萬曆十六年（1588年），王守正登戊子科山東鄉試，萬曆十七年（1589年）聯捷己丑科進士。授直隸无极县知县，歷升刑部福建司郎中，出为大名府知府，陞天津兵備道副使，改四川守北道按察司副使兼布政司使右参议。卒祀鄉賢。孫王用模，崇禎己卯副榜恩貢，博學善書能詩，以世亂絶意仕進，課子弟。

## 家族
祖父王臣，为乡宾，父王思惠以岁荐贡生授官滁州司训，后又先后官任泰安、滨州学正、衡藩教授等职。